# Mark Lenard
Leonard Rosenson (Chicago, 15 de outubro de 1924 – Nova Iorque, 22 de novembro de 1996), conhecido por seu nome artístico de Mark Lenard, foi um ator norte-americano, famoso por interpretar o papel de Sarek nas séries de televisão Star Trek, Star Trek: The Animated Series e Star Trek: The Next Generation, além de nos filmes Star Trek III: The Search for Spock, Star Trek IV: The Voyage Home e Star Trek VI: The Undiscovered Country.
Além de seu papel em Star Trek, Lenard também apareceu ao longo de sua carreira em diversas outras séries como Mission: Impossible, Gunsmoke, Hawaii Five-O, The Wild Wild West, Little House on the Prairie e The Incredible Hulk e também em Planeta dos Macacos como Urko. Ele morreu por um mieloma múltiplo em 1996 aos 72 anos de idade, tendo se aposentado três anos antes.
"Balance of Terror" é o décimo quarto episódio da primeira temporada da série de televisão Star Trek, que foi ao ar em 15 de dezembro de 1966 pela NBC. Mark Lenard, que aqui interpreta o Comandante Romulano, faz sua primeira aparição em Star Trek. Posteriormente Lenard iria interpretar Sarek, pai de Spock, em vários episódios e filmes, também aparecendo como o comandante klingon em Star Trek: The Motion Picture. Esses papéis fizeram de Lenard o primeiro ator a interpretar um personagem das três espécies alienígenas mais proeminentes em Star Trek.
Vida eterna, na lembrança de trekkers, aficcionados e admiradores de Star Trekk...